# (55112) Mariangela
(55112) Mariangela (2001 QQ153) – planetoida z pasa głównego asteroid okrążająca Słońce w ciągu 5,13 lat w średniej odległości 2,97 j.a. Odkryta 28 sierpnia 2001 roku.